# 김선민 (축구 선수)
김선민(한국 한자: 金善珉, 1991년 12월 12일~ )은 대한민국의 축구 선수이다. 포지션은 미드필더, 공격수이다. 현재 충북 청주 FC 소속이다.

## 클럽 경력
2011년에 일본 J2리그의 가이나레 돗토리에 입단을 통해 프로무대에 데뷔했으나, 왼발목 골절 부상으로 수술을 하고 후반기에 복귀했다. 2012년 말, 돗토리와 계약이 만료된 후, 네덜란드 리그 진출에 도전했지만 결렬되었고, K리그 진출을 노렸으나 드래프트 시기를 놓치는 바람에 6개월 간 무적신세가 되었다.
2013년 7월에는 수원공고의 은사였던 유상수 코치의 부름을 받고 내셔널리그의 울산 현대미포조선에 입단하여 다시 선수 생활을 이어나갔다. 시즌 중반 입단한 김선민은 챔피언결정전을 포함해 16경기 밖에 뛰지 않았지만 11골-3도움을 기록하는 맹활약을 펼쳤고, 미포조선이 내셔널리그를 평정하는 데 큰 기여를 함과 동시에 챔프전 MVP를 차지하였다.
2014 시즌을 앞두고, K리그 신인 드래프트를 통해 전체 2순위로 울산 현대 축구단에 입단하여 처음으로 K리그에서 뛰게 되었다.
2015 시즌을 앞두고 윤정환 감독이 새로 부임하자 FC 안양으로 1년 간 임대되었다. 2015 시즌 개막전 서울 이랜드와의 경기에서 안양에서의 첫 골을 기록하였다.
1년 임대를 마친 김선민은 울산으로 복귀했다가 대전 시티즌으로 이적하였으며, 팀의 부주장으로 선임되었다. 6월 8일 FC 안양과의 홈경기서 대전 입단후 첫골을 기록하였다.
2016년 12월 11일, 대구 FC로의 이적이 발표되었다.
2021 시즌을 앞두고 서울 이랜드 FC로 이적했다. 2022년 5월 19일, 김포 FC와의 홈경기에서 골을 넣으며 팀 데뷔골을 만들었다. 2022 시즌을 마치고 계약 만료로 팀을 떠났다.
2023 시즌 중 이적시장 마감일 하루를 앞두고 수원 FC에 입단하였다.

## 그 외
그는 평소 골 세리머니로 기도 세레머니를 하고 합숙 기간 동안에도 선수들과 예배를 드리는 등 축구인들 사이에서도 독실한 기독교 신자로 잘 알려져있다.
김선민과 임민혁은 수원공고 선후배 사이이며, 12월에 임민혁의 친누나와 결혼식을 올렸다.
2022년 6월 8일에는 팀 동료 김원식과 함께 유 퀴즈 온 더 블럭에 출연하였다.

## 등번호

### J리그
- 16 (2011년 ~ 2012년,  가이나레 돗토리)

### 내셔널리그
- 22 (2013년,  울산 현대미포조선 돌고래)

### K리그
- 13 (2014년,  울산 현대)
- 17 (2015년,  FC 안양)
- 8 (2016년,  대전 시티즌)
- 8 (2017년 ~ 2020,  대구 FC)
- 88 (2021년 ~ 2022,  서울 이랜드 FC)
- 55 (2023년 ~ 현재,  수원 FC)

## 수상

### 클럽

#### 울산 현대미포조선 돌고래
- 내셔널리그
  - 우승 1회 : 2013

#### 아산 무궁화 축구단
- K리그2
  - 우승 1회 : 2018

### 개인

#### 울산 현대미포조선 돌고래
- 2013 내셔널리그 MVP

## 참고 자료
- '대구 이니에스타' 김선민의 인생 역전 스토리